# Референдум о независности Јужног Судана
Референдум о независности Јужног Судана спроводен је између 9. и 15. јануара 2011. године са циљем да се донесе одлука о даљој судбини аутономног региона Јужни Судан. Референдум је одржан на основу Свеобухватног мировног споразума којим је окончан Други судански грађански рат 9. јула 2005. године, између Владе Судана, са једне и Народног покрета за ослобођење Судана са друге стране у месту Најваша у Кенији. Коначни резултати објављени су 7. фебруара и према њима 98,83% гласача определило се за отцепљење. Независност је проглашена 9. јула 2011. године.